# Marcia Ascher
Marcia Alper Ascher (23 avril 1935 - 11 juin 2013) était une mathématicienne américaine, leader et pionnière de l'ethnomathématique. Elle était professeure émérite de mathématiques au Ithaca College,.

## Vie
Ascher est née à New York, fille d'un vitrier et d'une secrétaire. Elle est diplômée du Queens College de l'université de la ville de New York en 1956 et a épousé Robert Ascher, un anthropologue diplômé du Queens College la même année,.
Ils sont tous deux devenus étudiants diplômés à l'Université de Californie à Los Angeles ; elle a complété une maîtrise en 1960, et a déménagé avec son mari à Ithaca, New York, où il avait trouvé un poste de professeur à l'Université Cornell.
Elle a rejoint le département de mathématiques du Ithaca College en 1960, en tant que l'une des fondatrices du département,. Elle a pris sa retraite en tant que professeur titulaire émérite en 1995,.
Elle meurt le 11 juin 2013.

## Livres
Avec son mari, Ascher a co-écrit le livre Code of the Quipu: A Study in Media, Mathematics, and Culture (University of Michigan Press, 1981) ; il a été réédité en 1997 par Dover Books sous le titre Mathematics of the Incas: Code of the Quipu. Elle a également été l'unique auteur de deux autres livres sur l'ethnomathématique, Ethnomathematics : A Multicultural View of Mathematical Ideas (Brooks/Cole, 1991) et Mathematics Elsewhere : An Exploration of Ideas across Cultures (Princeton University Press, 2002). Le Comité de base de la liste des bibliothèques de la Mathematical Association of America a recommandé l'inclusion des trois livres dans les bibliothèques de mathématiques du premier cycle. Mathematics Elsewhere a remporté une mention honorable aux PROSE Awards 2002 dans la catégorie mathématiques et statistiques.